# نصف‌النهار ۱۳۲ درجه شرقی
نصف‌النهار ۱۳۲ درجه شرقی ۱۳۲مین نصف‌النهار شرقی از گرینویچ است که از لحاظ زمانی ۸ساعت و ۴۸دقیقه با گرینویچ اختلاف زمانی دارد.
این نصف‌النهار از قطب شمال شروع و از مناطق زیر گذشته و به قطب جنوب ختم می‌شود.
- روسیه
- چین
- اقیانوس هند
- استرالیا*اقیانوس آرام